# Psilaspilates arcuata
Psilaspilates arcuata là một loài bướm đêm trong họ Geometridae.